# ニューツーリズム
ニューツーリズムとは、従来の旅行とは異なり旅行先での人や自然との触れ合いが重要視された新しいタイプの旅行である。よって旅行会社が主導ではなく、地域の立場から特性を活かすことが一番であるため、地域活性化につながる新しい旅行の仕組みであると同時に、多様化する旅行者のニーズに則した観光を提供することを指す。内容としては、産業観光・エコツーリズム・グリーンツーリズム・ヘルスツーリズム・ロングステイ・文化観光などが含まれる。なお、ニューツーリズムは「日本らしさ」を求める外国人旅行者にとって親和性が高く、アニメツーリズムやサイクルツーリズム、忍者ツーリズム、ONSEN・ガストロノミーツーリズムなどが挙げられる。

## 政府の施策
日本では、政府において「ニューツーリズム創出・流通促進事業」が近年行われている。国土交通省の観光立国推進基本計画（2007年6月、観光立国推進基本法も参照）においては、「各ニューツーリズムの促進」として以下のものを挙げている。
- 長期滞在型観光の推進
- エコツーリズムの推進
- グリーン・ツーリズムの推進
- 文化観光の推進
- 産業観光の推進
- ヘルスツーリズムの推進
- その他ニューツーリズムの推進[3]
- 船旅の魅力向上の推進
- 都市の農山漁村の共生・対流の推進

現在では観光庁（2008年10月発足）の施策の一つとなっている。

## 参考
2012年12月観光庁が打ち出した、ビジットジャパンアクションプランでは、ASEAN友好協力40周年記念事業として「ムスリム」訪日旅行者を受け入れる環境整備と受入れサービス提供への取組を表明した。
これは「宗教ツーリズム」であり「信仰ツーリズム」という日本におけるニューツーリズムのコンテンツとして見ることが出来る。同時にこれらのサブコンテンツとしてムスリムフレンドリーツーリズムの存在が蓋然性を強めている。